# Kontracepcija
Kontracepcija, poznata i pod nazivom zaštita od začeća obuhvaća postupke za sprječavanje trudnoće, odnosno njezino planiranje. Planiranje trudnoće, omogućavanje i primjena kontracepcije naziva se i planiranje obitelji. Spolni odnos, uz uporabu muškog ili ženskog kondoma, također može pomoći u sprječavanju spolno prenosivih bolesti. Postupci za sprječavanje začeća koriste se od davnih vremena, no učinkovitije i bezopasnije metode postale su dostupne tek tijekom 20. stoljeća. U nekim kulturama se dostupnost metoda za sprječavanje začeća namjerno ograničava, jer se smatraju moralno ili politički nepoželjnima.
Najučinkovitiji postupci za sprječavanje začeća u muškaraca su sterilizacija vazektomijom, a u žena podvezivanjem jajovoda, ali nakon toga osoba više nikada ne može postati roditelj. Postoji i umetanje intrauterinih uložaka (najčešće nazvanih spirale ili IUD) te implantacijski kontraceptivi,. Po učinkovitosti slijedi niz  hormonskih kontraceptiva, uključujući kombinirane tablete za kontracepciju, kontracepcijske flastere, vaginalne prstenove i injekcijske kontraceptive. Manje učinkovite metode su barijerna kontracepcijska sredstva poput prezervativa, dijafragmi, kontracepcijskih spužvi i računanja plodnih dana. Najmanje učinkovite metode su korištenje spermicida i prekinutog snošaja prije ejakulacije. Premda je najučinkovitija, sterilizacija obično nije reverzibilna (osoba više nikada nije plodna), dok su sve ostale metode reverzibilne, najčešće neposredno nakon prestanka korištenja. Hitna kontracepcija može spriječiti trudnoću, ako se primijeni u prvih nekoliko dana nakon spolnog odnosa bez kontracepcije. Neki smatraju da je seksualna apstinencija također metoda za sprječavanje začeća, no spolni odgoj o apstinenciji kao jedinoj metodi zaštite od začeća (a bez podučavanja o drugim mogućim metodama) prema nekima može dovesti do porasta broja trudnoća u tinejdžerica, ako prestanu apstinirati.
Žene starije od 35 godina i one koje puše ne bi smjele uzimati oralne kontraceptive. Također, treba ih izbjegavati ako postoje određeni problemi kao što su: krvni ugrušci ili tromboza, problemi sa srcem, bolesti jetre, bolovi u prsnom košu koji bi upućivali na srčani udar, ukočenost u određenim dijelovima tijela i rak. Iako zagovornici pobačaja tvrde kako povećana upotreba kontracepcije smanjuje stopu pobačaja, kritičari pobačaja i zagovornici prava na život tvrde kako je dramatičan porast stope pobačaja širom svijeta direktno povezan s poplavom kontracepcijskih pilula i drugih sredstava.
Katolički pogled na kontracepciju je službeno protivljenje Katoličke Crkve svim oblicima umjetnih kontracepcijskih sredstava. Stav Crkve je da, bračni spolni čin treba biti otvoren životu (prokreativan) te sjedinjujući. Dodatni je prijepor što pojedina kontracepcijska sredstva mogu dovesti do pobačaja.
Trudnoće u tinejdžerki su češće lošeg ishoda. Sveobuhvatni spolni odgoj, seksualna apstinencija i dostupnost metoda za sprječavanje začeća smanjuju broj neželjenih trudnoća u ovoj dobnoj skupini. Premda mladi mogu koristiti sve oblike kontracepcije, dugoročna reverzibilna zaštita od začeća metodama poput implantacijskih kontraceptiva, spirala i vaginalnih prstenova smanjuje učestalost tinejdžerskih trudnoća. Nakon porođaja, žena koja ne prehranjuje novorođenče isključivo dojenjem može ponovno zatrudniti već nakon četiri do šest tjedana. Neke od metoda kontracepcije mogu se početi koristiti neposredno nakon porođaja, dok je za korištenje drugih potrebno da protekne i do šest mjeseci. U dojilja se u svrhu sprječavanja začeća prednost pred kontracepcijskim tabletama daje pripravcima progestina. Ženama oko menopauze preporučuje se korištenje kontracepcije tijekom godinu dana nakon posljednje menstruacije.
Oko 222 milijuna žena u zemljama u razvoju koje ne žele trudnoću ne koriste moderne metode za sprječavanje začeća. Metode za sprječavanje začeća su u zemljama u razvoju smanjile smrtnost u trudnoći za 40 % (2008. godine je spriječeno 270 000 smrtnih slučajeva), a mogao bi biti smanjen za 70 % kad bi se metode za sprječavanje začeća koristile u potpunosti. Produljenjem vremenskog razdoblja između trudnoća, korištenje metoda kontracepcije u odraslih žena poboljšava ishode sljedećih trudnoća i preživljenje novorođenčadi Korištenje kontracepcije u zemljama u razvoju pridonosi poboljšanju zarade, imovinskog stanja, uhranjenosti kao i mogućnosti školovanja i zdravlja djece. Manjim brojem neželjenih trudnoća poboljšava se gospodarski rast zbog smanjenja broja materijalno ovisne djece, većeg sudjelovanja žena u radno sposobnom stanovništvu i manjem iskorištavanju oskudnog dohotka.

## Metode
| Metoda                        | Tipična primjena | Optimalna primjena |
| ----------------------------- | ---------------- | ------------------ |
| Bez zaštite                   | 85 %             | 85 %               |
| Kombinirana pilula            | 8 %              | 0,3 %              |
| Progestinska pilula           | 13 %             | 1,1 %              |
| Sterilizacija (žene)          | 0.5 %            | 0,5 %              |
| Sterilizacija (muškarca)      | 0.15 %           | 0,10 %             |
| Kondom (ženski)               | 21 %             | 5 %                |
| Kondom (muški)                | 18 %             | 2 %                |
| Bakrena spirala               | 0,8 %            | 0,6 %              |
| Hormonska spirala             | 0,2 %            | 0,2 %              |
| Flaster                       | 8 %              | 0,3 %              |
| Vaginalni prsten              | 9 %              | 0,3 %              |
| Depo Provera                  | 3 – 6 %          | 0,2 %              |
| Implantat                     | 0,05 %           | 0,05 %             |
| Dijafragma i spemicid         | 12 %             | 6 %                |
| Prekinuti snošaj              | 27 %             | 4 %                |
| Računanje plodnih dana        | ~ 12 – 25 %      | ~ 1 – 9 %          |
| Dojenje (laktacija)-amenoreja | 0 – 7,5 %        | < 2 %              |

Metode kontracepcije obuhvaćaju barijerne metode, hormonsku kontracepciju, intrauterine uloške (spirale, IUD), sterilizaciju i promjene u ponašanju. One se koriste prije ili za vrijeme spolnog odnosa, dok je hitna kontracepcija učinkovita i do nekoliko dana nakon spolnog odnosa. Učinkovitost se obično izražava u postotku žena koje zatrudne nakon primjene neke od metoda tijekom prve godine korištenja, a ponekad i tijekom cijelog plodnog razdoblja života, kad se radi o jako učinkovitim metodama kao što je podvezivanje jajovoda.
Najučinkovitije metode su one koje su dugoročne, a zbog kojih nisu potrebne česte kontrole kod liječnika. Neuspješnost kirurške sterilizacije, implantacijskih hormona i intrauterinih uložaka tijekom prve godine primjene iznosi manje od 1 %. Hormonske kontracepcijske tablete, flasteri ili prstenovi, kao i metoda dojenja (laktacije)-amenoreje (LAM), ako se koriste na optimalan način također u prvoj godini (odnosno, za metodu LAM u prvih 6 mjeseci) pokazuju neuspjeh u manje od 1 % slučajeva. Uz tipični način korištenja, neuspješnost je značajno veća, u rasponu od 3 – 9 %, a zbog nepravilne primjene. Neuspješnost ostalih metoda, poput računanja plodnih dana, primjene prezervativa, dijafragmi i spermicida je u prvoj godini korištenja veća, čak i uz optimalni način primjene.
Premda sve metode kontracepcije imaju određene potencijalne nepoželjne učinke, opasnost od njih je manja nego od trudnoće. Nakon prekida primjene mnogih metoda kontracepcije, uključujući oralne kontraceptive (tablete), spirale, implantacijske i injekcijske kontraceptive, stope trudnoća su u sljedećoj godini jednake kao i ako se nije koristila niti jedna od metoda kontracepcije.
U osoba sa specifičnim zdravstvenim tegobama, prije primjene određenih načina kontracepcije mogu biti potrebne dodatne pretrage. U zdravih žena, prije primjene mnogih metoda kontracepcije, uključujući tablete, injekcijsku ili implantacijsku kontracepciju i prezervative nije potreban liječnički pregled. Izgleda da ginekološki pregled, pregled dojki ili pretrage krvi prije početka primjene kontracepcijske pilule ne utječu na ishod, te se stoga ne smatraju potrebnima. Svjetska zdravstvena organizacija je 2009. godine objavila podrobni popis zdravstvenih uvjeta za primjenu pojedinih oblika kontracepcije.
Prirodne metode planiranja obitelji često se ističu kao vrlo pouzdane i za jedan dio naše populacije kao jedine prihvatljive. Njihovu učinkovitost neopravdano pretpostavljaju drugim metodama kontracepcije, a ističe se i pouzdanost u liječenju neplodnosti (Billingsova metoda, NAPRO i sl.).

### Hormonska
hormonski kontraceptivi djeluju putem sprječavanja ovulacije, a time i oplodnje. Oni postoje u obliku različitih pripravaka, kao što su kontracepcijske tablete, potkožni implantati, injekcije, flasteri, kontracepcijske spirale i vaginalni prstenovi. Trenutno postoje samo za primjenu u žena. Postoje dva tipa kontracepcijskih pilula, kombinirana kontracepcijska pilula i progestagenska pilula. Ako se uzima u trudnoći niti jedna od njih ne povećava opasnost od pobačaja, niti ne uzrokuje prirođene nakaznosti ploda.
Kombinirani hormonski kontraceptivi povezani su s malo povećanom opasnošću od venske tromboze i arterijske tromboze, međutim ta je opasnost manja od opasnosti povezane s trudnoćom. Zbog te opasnosti ovakva se kontracepcija ne preporučuje ženama u dobi iznad 35 godina koje puše. Učinak na spolnu želju je različit, u nekih korisnica ju povećava, a u nekih smanjuje, dok u većine učinka nema. Kombinirani oralni kontraceptivi smanjuju opasnost od karcinoma jajnika i karcinoma endometrija, a ne mijenjaju opasnost od razvoja karcinoma dojke. Često smanjuju obilnost menstruacijskog krvarenja i bolnu menstruaciju. Niže doze estrogena u vaginalnim prstenovima mogu smanjiti bolnost dojki, mučninu i glavobolju povezane s pripravcima koji sadrže veće doze estrogena.
Progestinska pilula, injekcije i intrauterini ulošci nisu povezani s povećanom opasnošću od stvaranja tromba, te ih mogu koristiti i žene s prethodnom venskom trombozom. U žena čija anamneza sadrži podatak o arterijskoj trombozi treba primijeniti nehormonsku metodu zaštite od začeća ili metodu samim progestinom (ali ne u obliku injekcija). Progestinska pilula može ublažiti simptome menstruacije i može se koristiti tijekom dojenja jer ne utječe na stvaranje mlijeka. Uz ovu metodu zaštite od začeća može doći do nepravilnih krvarenja, a u nekih korisnica i do razdoblja izostanka menstruacije. Progestini drospirenon i desogestrel smanjuju androgenske nuspojave, ali povećavaju opasnost od tromboze, zbog čega nisu kontraceptivi prvog izbora. Podaci o tipičnoj neuspješnosti injekcijskog progestina Depo-Provera se razilaze, s rasponom od manje od 1 % sve do 6 %.

### Barijerna
Barijerna kontracepcija obuhvaća sredstva koja sprječavaju trudnoću fizički sprječavajući  spermu da dospije do maternice. U njih spadaju muški kondomi, ženski kondomi, cervikalne kape, dijafragme i kontracepijske spužve sa spermicidom.
Kondomi su, općenito, najčešće primjenjivane metode kontracepcije. Muški prezervativi se stavljaju na penis u erekciji, te fizički sprječavaju da ejakulirana sperma uđe u tijelo spolnog partnera. Suvremeni kondomi su najčešće napravljeni od lateksa, no mogu biti napravljeni i od drugih materijala kao što je poliuretan ili janjeće crijevo. Postoje i ženski kondomi, najčešće od nitrilne gume, lateksa ili poliuretana. Prednost muških kondoma je u tome što su jeftini, što se lako primjenjuju i imaju malo nepoželjnih učinaka. U Japanu oko 80 % parova kao zaštitu od začeća koristi kondome, dok ih u Njemačkoj koristi oko 25 %, a u SAD-u 18 % parova.
Korištenje muških kondoma i dijafragme sa spermicidom u prvoj je godini neuspješno u 15 %, odnosno 16 %. Uz optimalni način korištenja, kondomi su učinkovitiji, s neuspjehom od 2 % u prvoj godini korištenja, u usporedbi sa 6 % neuspjeha uz korištenje dijafragme. Dodatna prednost kondoma jest u sprječavanju širenja spolno prenosivih infekcija kao što je AIDS.
Kontracepcijske spužve su kombinacija barijerne metode sa spermicidom. Kao i dijafragme, one se umeću u rodnicu prije spolnog odnosa, a kako bi bile učinkovite, moraju prekriti cerviks. Tipična neuspješnost tijekom prve godine korištenja ovisi o tome je li žena prethodno rodila ili ne, i iznosi 24 % u žena koje su rodile, a 12 % u žena koje nisu. Spužva se u rodnicu može umetnuti i do 24 sata prije spolnog odnosa, a ne smije se izvaditi najmanje šest sati nakon njega. Uz primjenu spužvi opisane su alergijske reakcije i ozbiljniji nepoželjni učinci kao što je sindrom toksičnog šoka.

### Intrauterini ulošci
Suvremeni intrauterini ulošci (spirale, IUD) su obično maleni i imaju oblik slova 'T', te sadrže bakar ili levonorgestrel, a uvode se u sluznicu šupljine maternice. Oni predstavljaju oblik dugoročne reverzibilne zaštite od začeća. Neuspjeh u prvoj godini primjene bakrene spirale iznosi oko 0,8 %, a levonorgestrelske spirale 0,2 %. Od različitih metoda zaštite od začeća njima su, uz kontracepcijske implantate, korisnice najzadovoljnije.
Dokazi podupiru učinkovitost i bezopasnost u adolescentica i žena koje do tada nisu rađale. Spirale ne utječu na dojenje i mogu se koristiti neposredno nakon porođaja. Također se mogu koristiti naposredno nakon pobačaja. Kad se, čak i nakon dugotrajnog korištenja, spirala ukloni, odmah se uspostavlja sposobnost začeća. Dok bakrene spirale mogu pojačati menstrualno krvarenje i menstrualnu bol, hormonske spirale smanjuju menstrualno krvarenje ili ga u potpunosti sprječavaju. Druge moguće komplikacije su istiskivanje (2 – 5 %) i, rijetko, perforacija maternice (manje od 0,7 %). Menstrualne boli se mogu ublažiti nesteroidnim protuupalnim lijekovima.
Od 2007. godine spirale su najrasprostranjeniji oblik reverzibilne zaštite od začeća, uz više od 180 milijuna korisnica širom svijeta. Intrauterini uložak starijeg datuma (Dalkon shield) bio je povezan s povećanom opasnošću od upalne bolesti zdjelice, međutim suvremene spirale ne utječu na tu opasnost u žena koje u vrijeme uvođenja spirale ne boluju od spolno prenosivih infekcija.

### Sterilizacija
Kirurška sterilizacija se u žena sastoji od podvezivanja jajovoda, a u muškaraca od vazektomije. Značajnijih dugoročnih neželjenih učinaka nema, a podvezivanje jajovoda u žena smanjuje opasnost od karcinoma jajnika. Vjerojatnost kratkoročnih komplikacija vazektomije je dvadeset puta manja nego kod podvezivanja jajovoda. Nakon vazektomije može doći do otoka i bolnosti mošnje, što se obično povlači nakon jednog ili dva tjedna. Podvezivanje jajovoda je praćeno komplikacijama u 1 do 2 posto slučajeva, pri čemu su ozbiljne komplikacije obično posljedica anestezije. Ni jedna od ovih metoda ne pruža zaštitu od spolno prenosivih infekcija. Nakon sterilizacije više nije moguće imati djecu.
Oko 5 % žena u dobi iznad 30 godina i oko 20 % žena mlađih od 30 godina života požale svoju odluku. Muškaraca koji žale što se odlučili na sterilizaciju je manje (< 5 %), više ih je u mlađoj životnoj dobi, onih koji imaju malu djecu ili nemaju djece, kao i onih čiji je brak nestabilan. U jednom istraživanju ljudi s djecom, 9 % ih je izjavilo da ne bi imalo djece kada bi se u trenutku istraživanja na to trebali ponovno odlučiti.
Premda se sterilizacija smatra konačnim postupkom, moguće je pokušati ponovnu uspostavu cjelovitosti jajovoda, putem ponovnog spajanja jajovoda, ili cjelovitosti sjemenovoda ponovnim spajanjem sjemenovoda. Ova je želja u žena često povezana s promjenom partnera. Do uspješne trudnoće nakon ponovne uspostave cjelovitosti jajovoda dolazi u 31 do 88 %, uz povećanu mogućnost komplikacija od kojih je najčešća ektopična trudnoća. Postotak muškaraca koji traže ponovnu uspostavu cjelovitosti sjemenovoda iznosi između 2 i 6 %. Uspješnost začimanja drugog djeteta nakon toga iznosi između 38 i 84 %, a uspješnost je to manja što je između sterilizacije i ponovne operacije, odnsosno uspostavljanja cjelovitosti proteklo dulje vremensko razdoblje. U muškaraca postoji i mogućnost ekstrakcije sperme nakon čega slijedi umjetna oplodnja.

### Ponašanje
U ove metode spada određivanje vremena menstruacijskog ciklusa i način snošaja pri kojem se sprječava unošenje sperme u ženski spolni sustav, ili uvijek ili u vrijeme kad se misli da bi moglo doći do oplodnje. Uz optimalnu primjenu, neuspjeh u prvoj godini primjene može biti oko 3,4 %, međutim uz nepravilnu primjenu neuspjeh može biti i do 85 %.

#### Određivanje plodnih dana
Određivanje plodnih dana obuhvaća određivanje najplodnijih dana menstruacijskog ciklusa uz izbjegavanje spolnog odnosa. Načini za određivanje plodnosti su mjerenje bazalne temperature, pregledavanje cervikalne sluzi, ili određivanje dana ciklusa. Tipični neuspjeh u prvoj godini primjene iznosi između 12 % i 25 %, a uz optimalni način korištenja ovisi o tome koji se način koristi, i tipično je 1 % do 9 %. Dokazi na kojima se zasnivaju spomenute procjene su slabi, jer većina parova u istraživanjima ubrzo odustaje od primjene ovih metoda. Općenito ih primjenjuje oko 3,6 % parova.
Vrijednosti temperature se zapisuju. U normalnom menstruacijskom ciklusu postoje dvije faze. U prvoj fazi temperatura je niža od 36,6 °C, a u drugoj fazi temperatura je u rasponu od 36,6 °C i 37,2 °C. Ovulacija se dogodila 1-2 dana prije porasti temperature. Neplodno razdoblje je tri dana nakon početka povišene temperature. Apstinencija traje od prvog dana menstruacije od tri dana nakon početka povišene temperature.
Ako se metoda zasniva na bazalnoj temperaturi i drugom primarnom znaku plodnosti, naziva se simptotermalnom. U tipičnih korisnika simptotermalne metode, do neplanirane trudnoće dolazi u 1 % do 20 %.

#### Prekinuti snošaj
Prekinuti snošaj (lat. coitus interruptus), je metoda pri kojoj muškarac prekida spolni odnos prije ejakulacije. Glavna opasnost prekinutog snošaja je u njegovom nepravilnom ili nepravovremenom prekidu. Uz optimalnu primjenu neuspjeh u prvoj godini iznosi 4 %, a uz tipičnu primjenu do 27 %. Neki zdravstveni radnici ovu metodu ne smatraju kontracepcijskom.
O sadržaju sperme u preejakulatu nema dovoljno dokaza. Premda u nekim probnim istraživanjima sperma nije nađena, u jednom je istraživanju nađena u 10 od 27 dobrovoljaca. Metodu prekinutog snošaja kao metodu kontracepcije koristi oko 3 % parova.

#### Apstinencija
Premda neki zagovaraju potpunu spolnu apstinenciju, što podrazumijeva potpuno izbjegavanje spolnih odnosa, ona u kontekstu kontracepcije znači izbjegavanje vaginalnog snošaja. U sprječavanju trudnoće, apstinencija je 100 % učinkovita, međutim neki koji žele apstinirati ne suzdržavaju se od svih spolnih aktivnosti, a u mnogim skupinama stanovništva postoji značajna opasnost od trudnoće zbog spolnog odnošaja bez pristanka.
Spolni odgoj koji se zasniva samo na apstinenciji ne smanjuje broj tinejdžerskih trudnoća, osim kada je apstinencija potpuna. U usporedbi s mladima čiji je spolni odgoj bio sveobuhvatan, broj tinejdžerskih trudnoća je veći u mladih čiji se spolni odgoj zasnivao samo na apstinenciji. Neki stručnjaci preporučuju da osobama kojima je apstinencija prvi izbor kontracepcije budu na raspolaganju i pomoćne metode (poput prezervativa ili postkoitalne kontracepcije). Spolni odnos bez penetracije, bez vaginalnog snošaja i oralni spolni odnos bez vaginalnog snošaja ponekad se svrstavaju u kontracepciju. Premda se njima u pravilu izbjegava trudnoća, do nje ipak može doći pri interkruralnom spolnom odnosu i drugim oblicima bliskosti pri kojima penis i vagina dolaze u bliski dodir (trljanje spolnim organima i završetak analnog snošaja) kad sperma može dospjeti blizu ulaza u rodnicu, te biti unešena u nju vaginalnim izlučevinama.

#### Kalendarska metoda (Ogino-Knaus)
Prije primjene metode mjeri se dužina menstruacijskog ciklusa 6 mjeseci. Utvrdi se najduži i najkraći ciklus. Od broja dana u najkraćem ciklusu oduzima se 18, da bi se dobio prvi plodni dan. Od broja dana u najdužem ciklusu oduzima se 11, da se dobije posljednji dan ciklusa. U normalnom menstualnom ciklusu od 28 dana plodni dani su obični između 8. i 19. dana. Tada se apstinira.

#### Billingsova ovulacijska metoda
To je metoda promatranja cervikalne sluzi. Za vrijeme menstrualnog ciklusa događaju se promjene u količini, gustoći i sastavu sluzi rodnice - vanjskog spolovila. Svaku večer bilježe se promjene sluzi, koja ostaje na papiru nakon brisanja rodnice. Na početku i na kraju menstruacijskog ciklusa sluzi nema ili je oskudna, gusta, ljepljiva. Nekoliko dana prije ovulacije sluz postaje obilnija, bistrija i elastična. Nakon ovulacije sluz postaje ljepljiva i gušća, a zatim nestaje. Apstinencija se preporučuje od pojave prvih znakova sluzi do 4 dana nakon najobilnije pojave sluzi. U to neplodno vrijeme, sluz je gusta, oskudna ili je nema. Plodni dani traju cijelo vrijeme dok je sluz obilna, bistra i elastična.

#### Simpotermalna metoda
Sastoji se od kombiniranja metode mjerenja bazalne tjelesne temperature i Billingsove ovulacijske metode. Daje najbolje rezultate.

#### Persona
U ovoj metodi mjeri se razina estradiola u urinu i programirana je za procjenu rizika od trudnoće u pojedinom ciklusu.

#### Dojenje
Metoda dojenje-amenoreja sastoji se u iskorištavanju prirodne ženine poslijeporođajne neplodnosti do koje dolazi nakon porođaja, a koja se može produljiti i za vrijeme dojenja. Za ovu metodu obično je potrebno nepostojanje menstruacije, prehrana djeteta isključivo dojenjem i da je dojenče mlađe od šest mjeseci. Svjetska zdravstvena organizacija tvrdi da je, ako se dijete prehranjuje isključivo dojenjem, neuspjeh ove metode u prvih šest mjeseci nakon porođaja 2 %. Istraživanjima je dokazan neuspjeh ove metode u rasponu od 0 % do 7,5 %. Neuspjeh se u razdoblju od prve godine nakon porođaja povećava na 4 – 7 %, a u dvije godine nakon porođaja na 13 %. Prehrana mliječnim pripravcima, izdajanje umjesto dojenja, davanje dude varalice i prehrana krutom hranom povećavaju neuspješnost ove metode. U žena koje prehranjuju djecu isključivo dojenjem, u 10 % slučajeva do pojave menstruacija dolazi prije isteka od tri mjeseca, a u 20 % prije isteka od šest mjeseci nakon porođaja. U žena koje ne doji, do uspostave plodnosti može doći već četiri tjedna nakon porođaja.

### Hitna
Hitna kontracepcija obuhvaća lijekove (pilula za dan poslije) ili sredstva koja se primjenjuju nakon spolnog odnosa bez kontracepcije, a u svrhu sprječavanja trudnoće. Oni djeluju prvenstveno sprječavajući ovulaciju ili oplodnju. Mogućnosti obuhvaćaju primjenu kontracepcijske pilule velike dozaže, levonorgestrela, mifepristona, ulipristala i intrauterinog uloška. Kad se primijene unutar 3 dana nakon spolnog odnosa bez kontracepcije ili pucanja prezervativa, pilule levonorgestrela smanjuju mogućnost trudnoće za 70 % (stopa trudnoća od 2,2 %). U razdoblju primjene do 5 dana nakon spolnog odnosa bez kontracepcije, ulipristal smanjuje mogućnost trudnoće za oko 85 % (stopa trudnoća 1,4 %), te je možda nešto učinkovitiji od levonorgestrela. Mifepriston je također učinkovitiji od levonorgestrela, dok su bakrene spirale najučinkovitije. Spirala se može ugraditi i do 5 dana nakon spolnog odnosa i sprječava oko 99 % trudnoća (stopa trudnoće od 0,1 do 0,2 %). Zbog toga je ona najučinkovitiji način hitne kontracepcije. Kao rezultat pilule za dan poslije, oplođena jajna stanica će umrijeti, zbog nedostatka hrane, što je vrsta pobačaja.
Opskrbljavanje žena pilulama za dan poslije prije spolnog odnosa ne sprječava spolno prenosive bolesti, korištenje prezervativa, učestalost trudnoća ni rizično spolno ponašanje. Sve navedene metode imaju minimalne nuspojave.

### Dvostruka kontracepcija
Dvostruka kontracepcija podrazumijeva sprječavanje i spolno prenosivih infekcija i trudnoće. Ona se može ostvariti ili korištenjem samog kondoma, ili uz neku drugu metodu za sprječavanje začeća, ili izbjegavanjem spolnog odnosa s penetracijom.
Ako je bojazan od trudnoće velika, razumno je istovremeno koristiti dvije metode istovremeno, a dvije metode se preporučuju i u osoba koje se liječe lijekom protiv akni, isotretinoinom, zbog velike opasnosti od prirođenih nakaznosti ako se uzimaju tijekom trudnoće.
- Razvučeni muški prezervativ od lateksa
- Poliuretanski ženski kondom
- A dijafragma vaginalno-cervikalna barijera, za usporedbu veličine u kutiji s novčićem vrijednosti 25 centi (SAD)
- Kontraceptivna spužva u otvorenom pakiranju
- Tri različite kombinirane kontraceptivne pilule u pakiranju označenom kalendarom
- Kožni kontraceptivni flaster
- NuvaRing vaginalni prsten
- Hormonski intrauterini uložak (spirala) s prikazom položaja nakon uvođenja u uterus
- Doza od dvije pilule za hitnu kontracepciju (u današnje vrijeme je obično potrebna samo jedna)
- CycleBeads, koji se koristi za procjenu plodnih dana na osnovi dana proteklih od zadnje menstruacije

## Nuspojave
Oko 30 % žena ima blage simptome kao što su: mučnina, povraćanje, blagi porast tjelesne mase, napetost dojki, glavobolje, intermenstrualno krvarenje (blago krvarenje između dvije menstruacije – eng. spotting). Ne bi smjele uzimati oralne kontraceptive žene starije od 35 godina i one koje puše. Također, treba ih izbjegavati ako se postoje određeni problemi kao što su: krvni ugrušci ili tromboza, problemi sa srcem, bolesti jetre, bolovi u prsnom košu koji bi upućivali na srčani udar, ukočenost u određenim dijelovima tijela i rak. Oralnu kontracepciju ne smiju uzimati ni žene koje imaju problema s jetrima, bubrezima i venama, kao i one koje su u obitelji imale slučajeve karcinoma dojke. Ne smije se uzimati istovremeno s nekim lijekovima jer poništava ili povećava njihov učinak ovisno o lijeku.
Gubitak seksualne želje jedna je od čestih nuspojava koja muči brojne žene. Zbog nedostatka ovulacije, ponekad žene nemaju ni seksualnu želju ni dovoljnu vlažnost vagine, ali prestankom konzumacije kontracepcije vjerojatno će se seksualna želja opet unormaliti.
Znanstvenici su otkrili da kontraceptivi takozvane treće generacije uzrokuju godišnje 14 smrti u Francuskoj te su sada i liječnici u Velikoj Britaniji dobili naputak da pacijentice koje uzimaju neke od najprodavanijih kontracepcijskih pilula upozore na zabrinjavajuću opasnost za zdravlje koje ti lijekovi nose. Zbog tih novih otkrića farmaceutski div Bayer, koji proizvodi Yasmin i Femodene, objavio je da će na ambalaži svojih kontracepcijskih pilula upozorenje o povećanom riziku za stvaranje krvnih ugrušaka učiniti znatno vidljivijim. Jedan od najopasnijih rizika za žene kod uzimanja kombiniranih pilula je povećan rizik od duboke venske tromboze, što može biti kobno. Tu je i povećan rizik od karcinoma dojke: jedna od osam žena može dobiti karcinom dojke, koji je odgovoran za 31 smrtni slučaj u Velikoj Britaniji svaki dan.
Žene koje koriste tablete koje sadrže samo progestogen imaju tri puta veću vjerojatnost oboljeti od mentalne bolesti nego žene koje ne uzimaju nikakve tablete. Znanstvenici koji su vodili istraživanje smatraju da bi liječnici, zbog ovih nuspojava, trebali krajnje oprezno propisivati tablete samo na bazi progestogena.

## Učinci

### Kontracepcija i pobačaj
Britanska služba za savjetovanje trudnica (eng. British Pregnancy Advisory Service -BPAS) otkrila je da su dvije trećine žena, koje su napravile pobačaj koristile kontracepciju. Iako zagovornici pobačaja tvrde kako povećana upotreba kontracepcije smanjuje stopu pobačaja, kritičari pobačaja i zagovornici prava na život tvrde kako je dramatičan porast stope pobačaja širom svijeta direktno povezan s poplavom kontracepcijskih pilula i drugih sredstava.
Dr. Malcolm Potts, bivši medicinski direktor Međunarodne federacije za planirano roditeljstvo, predvidio je 1973. godine da će „umjesto smanjenja, uslijediti porast stope pobačaja kako se ljudi budu više oslanjali na kontracepciju.” I poznati Alfred Kinsey ustvrdio je da su oni koji se odlučuju na pobačaj, uglavnom oni koji upotrebljavaju kontracepcijska sredstva.
Nove studije otkrivaju da svi oblici hitne kontracepcije mogu prouzročiti pobačaj. Izvješće Lozier Instituta, obrazovnog i istraživačkog ogranka nevladine organizacije Susan B. Anthony List, sažimljući studije, objašnjava da svaki oblik i proizvod hitne kontracepcije može uzrokovati pobačaj mijenjajući kemijski sastav endometrija žene, čineći ga tako nepogodnim za svaki ljudski zametak (embrij) koji je u tijelu začet. U takve tablete spadaju Paragard T 380, ellaOne i Plan B.

### Kontracepcija i kriza nataliteta
Prije 80 godina, žene su u prosjeku rađale šestero djece. I otad se bilježi stalni pad fertiliteta koji već oko 1960. iznosi oko troje djece. To je vrijeme prije kontracepcijske pilule, vrijeme kada je i pobačaj zabranjen i tek se demografske promjene u šezdesetima poklapaju s pojavom kontracepcije i legalizacijom pobačaja. Kolaps rađanja u zapadnoj Europi počeo je 1970-tih. Njemu su prethodili događaji koji su mu bitno doprinijeli: uvođenje kontracepcijske pilule, legalizacija i olakšavanje razvoda i sloboda pobačaja.
Iranski parlament zabranio je reklamiranje kontracepcijskih sredstava 2014. godine, u nastojanju da suzbije pad nataliteta. Ovom odredbom, usvojenom većinom glasova, bit će, primjerice, zabranjeno objavljivati članke u kojima se o kontracepciji pozitivno govori. Pobačaj će biti dopušten samo u slučajevima kad je život majke u pitanju.

### Zdravlje
Procjenjuje se da je primjena kontracepcije u zemljama u razvoju smanjila broj smrti pri porodu za 40 % (2008. spriječila oko 270 000 smrtnih slučajeva majki), a da bi mogla spriječiti 70 % smrtnih slučajeva kad bi se primjenjivala u svim potrebnim slučajevima zaštite od začeća. Ovaj povoljni učinak postignut je smanjenjem broja neplaniranih trudnoća koje su u konačnici dovele do opasnih namjernih pobačaja i sprječavanjem rizičnih trudnoća.
Zaštita od začeća u zemljama u razvoju također poboljšava preživljenje djece, produljenjem vremenskog razdoblja između pojedinih trudnoća. U tim zemljama je preživljenje djece lošije kad majke ostanu u drugom stanju unutar razdoblja od osamnaest mjeseci nakon prethodnog porođaja. Čini se kako odgađanje sljedeće trudnoće nakon pobačaja ne povećava opasnost za dijete, te se ženama u takvim okolnostima preporučuje da ostanu u drugom stanju kad se osjete spremnima za trudnoću.
Maloljetničke trudnoće, osobito u mladih tinejdžerki praćene su povećanom opasnošću od nepovoljnog ishoda, kao što je prijevremeni porođaj, niska porođajna težina i smrt novorođenčeta. U SAD-u je 82 % trudnoća u dobi između 15 i 19 godina neplanirano. Sveobuhvatni spolni odgoj i dostupnost kontracepcije su učinkoviti u smanjenju broja trudnoća u ovoj dobnoj skupini.

### Novčana pitanja
| ██ 7–8 Djece ██ 6–7 Djece ██ 5–6 Djece ██ 4–5 Djece | ██ 3–4 Djece ██ 2–3 Djece ██ 1–2 Djece ██ 0–1 Dijete |

U zemljama u razvoju, zaštita od začeća povećava ekonomski rast jer je manje novčano ovisne djece, stoga više žena sudjeluje u radno sposobnom stanovništvu. Uz dostupniju primjenu kontracepcije povećavaju se ženini prihodi i imovina, indeks tjelesne mase i mogućnosti školovanja djece, kao i njihova uhranjenost. Planiranje obitelji pomoću suvremene zaštite od začeća jedan je od najisplativijih zdravstvenih postupaka. Ujedinjeni narodi procjenjuju da se na svaki dolar potrošen na kontracepciju uštedi dva do šest dolara. Ova je ušteda povezana sa sprječavanjem neželjenih trudnoća i ograničavanjem širenja spolno prenosivih bolesti. Premda su svi načini kontracepcije novčano povoljni, najveće uštede su postignute primjenom bakrenih intrauterinih uložaka.
Ukupni medicinski troškovi praćenja trudnoće, porođaja i novorođenačke skrbi 2012. godine u SAD-u iznose prosječno 21 000 $ za vaginalni porođaj, a 31 000 $ za porođaj carskim rezom. U većini drugih zemalja ova je cijena više od upola manja. Za dijete rođeno 2011. godine prosječna obitelj u SAD-u potrošit će 235 000 $ tijekom 17 godina njegovog odrastanja. S druge strane, korištenje kontracepcije smanjuje demografski rast, što je veliki problem u razvijenim zemljama i događa se ubrzano starenje stanovništva, odumiranje sela, problemi s nedovoljno radne snage i nepovoljnim omjerom umirovljenih i zaposlenih stanovnika.

## Prevalencija
| ██ 6% ██ 12% ██ 18% ██ 24% ██ 30% ██ 36% | ██ 42% ██ 48% ██ 54% ██ 60% ██ 66% ██ 72% | ██ 78% ██ 84% ██ 86% ██ Nema podataka |

Godine 2009. kontracepciju je širom svijeta koristilo 60 % parova koji su bili u braku i mogli imati djecu. Učestalost pojedinih načina se uvelike razlikuje između različitih zemalja. U razvijenim zemljama najčešće se koriste prezervativi i kontracepcijske tablete u Africi kontracepcijske tablete, a u Južnoj Americi i Aziji sterilizacija. U zemljama u razvoju je sveukupno 35 % zaštite od začeća postignuto ženskom sterilizacijom, 30 % pomoću kontraceptivnih tableta, 11 % pomoću prezervativa, a 4 % pomoću muške sterilizacije.
Premda ju se u razvijenim zemljama koriste manje nego u zemljama u razvoju, spiralu je 2007. godine koristilo više od 180 milijuna žena. Izbjegavanje spolnih odnosa za vrijeme plodnih dana koristi oko 3,6 % žena reproduktivne dobi, a u nekim područjima Južne Amerike i do 20 % žena. Godine 2005.  mušku je kontracepciju (prezervative ili vazektomiju) koristilo 12 % parova i to učestalije u razvijenim zemljama. Korištenje muške kontracepcije se u razdoblju između 1985. i 2009. godine smanjilo. U zemljama subsaharske Afrike se korištenje ženske kontracepcije povećalo s oko 5 % u 1991. na oko 30 % u 2006. godini.
Godine 2012. 57 % žena reproduktivne dobi željelo je izbjeći trudnoću (867 od 1520 milijuna). Međutim, za oko 222 milijuna žena kontracepcija nije bila dostupna, od čega ih je 53 milijuna bilo u subsaharskoj Africi, a 97 milijuna u Aziji. To je dovelo do 54 milijuna neželjenih trudnoća i skoro 80 000 maternalnih smrti godišnje. Jedan od razloga što ženama nije dostupna kontracepcija jest što mnoge zemlje iz vjerskih ili političkih razloga ograničavaju njezinu dostupnost, dok je drugi razlog siromaštvo. Zbog zakona koji ograničavaju pobačaj u subsaharskoj Africi, mnoge žene pribjegavaju nezakonitim načinima prekida neželjene trudnoće, zbog čega se svake godine izvodi oko 2 – 4 % nemedicinskih prekida trudnoće.
Prema podatcima iz primarne zdravstvene zaštite, u Hrvatskoj oko 10 % žena reproduktivne dobi koristi mogućnost posjeta ginekologu radi savjetovanja o planiranju obitelji ili propisivanja kontracepcijskog sredstva. Najčešće se propisuju oralni kontraceptivi (75,5 %) i intrauterini ulošci (12,9 %). Savjetovanje o planiranju obitelji i reproduktivnom zdravlju provodi se i u drugim dijelovima zdravstvenog sustava, u okviru skrbi obiteljskog doktora te u djelatnosti školske i adolescentne medicine, ali i izvan zdravstvenog sustava.
Prema podatcima Hrvatskog zavoda za javno zdravstvo prekid trudnoće se još uvijek u značajnoj mjeri koristi kao sredstvo kontracepcije, što pokazuju podatci prema kojima je među ženama koje tijekom godine izvrše prekid trudnoće na svoj zahtjev u zdravstvenim ustanovama Hrvatske, najviše onih koje već imaju djecu (56,5 %) i u dobi su od 30 do 39 godina. Prema statističkim podacima, u Hrvatskoj je 1990. godine bilo oko 38 500 namjernih pobačaja, a 2004. godine samo malo više od 5000 pobačaja. Velika razlika može se pripisati boljoj obrazovanosti i informiranosti, ali se vjeruje da dio pobačaja liječnici izvode ilegalno pa svi nisu navedeni u statističkim podacima.

### Korištenje kontracepcije nakon poroda
U periodu nakon poroda, preporučuje se korištenje kontracepcijskog implantanta ili tablete progesterona - isti su kompatibilni s dojenjem. No, u periodu nakon poroda, u Hrvatskoj većina žena (47,8 %) ne koristi kontracepciju.

## Povijest
Egipatski papirus iz Ebersa iz 1550. pr. Kr. i papirus iz Kahuna iz 1850. pr. Kr. sadrže neke od najranijih zabilježenih opisa zaštite od začeća, korištenje meda i listova i gaze akacije koji su se uvodili u rodnicu kako bi spriječili pristup spermi. Staroegipatski crteži također prikazuju i primjenu kondoma. U Knjizi postanka se kao metoda kontracepcije spominje prekinuti snošaj ili coitus interruptus,  kada Onan "prosipa sjeme" (ejakulira) na zemlju kako ne bi začeo dijete s udovicom svoga brata Tamarom. Smatra se da je u Staroj Grčkoj u svrhu kontracepcije korišten silphium, koji je zbog svoje učinkovitosti, a time i potražnje, iskorijenjen. U srednjovjekovnoj Europi, svaki pokušaj sprječavanja trudnoće smatrao se nemoralnim od strane Katoličke Crkve. Smatra se da su žene toga doba ipak koristile niz postupaka za sprječavanje začeća, kao što su prekinuti snošaj te uvođenje korijena ljiljana i rutvice u rodnicu (a uz to i infanticid nakon porođaja). Casanova (1725. – 1798.), je za vrijeme renesanse opisao prekrivanje spolovila janjećom kožom u svrhu sprječavanja trudnoće, međutim kondomi su postali široko dostupni tek u 20. stoljeću. Richard Richter je 1909. izradio prvi intrauterini uložak od crijeva svilene bube, a koji je dodatno razvio i proizvodio kasnih 1920-ih godina Ernst Gräfenberg. Margaret Sanger je 1916. otvorila prvu kliniku za kontracepciju, zbog čega je uhićena. Nakon toga je u Velikoj Britaniji prvu takvu kliniku 1921. otvorila Marie Stopes. Gregory Pincus i John Rock su 1950-ih godina uz pomoć organizacije Planned Parenthood Federation of America razvili prvu kontracepcijsku tabletu, a koja je postala dostupna javnosti 1960-ih godina. U 1970-tima kirurški izvedenom pobačaju alternativa je postao pobačaj izazvan analozima prostaglandina, a 1980-ih godina mifepristonom .

## Društvo i kultura

### Pravna pitanja
Sporazumi o ljudskim pravima zahtijevaju od vlada većine zemalja da omoguće planiranje obitelji i obaviještenost o kontracepciji kao i službe koje to omogućuju. U to su obuhvaćeni i stvaranje plana o mreži nacionalnih službi za planiranje obitelji, ukidanje zakona koji ograničavaju pristup planiranju obitelji, osiguranje dostupnosti niza bezopasnih i učinkovitih načina kontracepcije uključujući i hitnu kontracepciju, osiguranje postojanja novčano dostupnih zdravstvenih radnika i službi te planiranje praćenja uvedenih postupaka. Ako se vlade ne pridržavaju navedenoga, mogle bi biti optužene za nepoštivanje međunarodnih dogovora.
Ujedinjeni narodi su pokrenuli pokret Every Woman Every Child kako bi se utvrdio napredak u smislu zadovoljenja kontracepcijskih potreba svake žene. Ova inicijativa ima za cilj povećanje broja korisnica suvremenih metoda kontracepcije za 120 milijuna žena u 69 najsiromašnijih zemalja svijeta do 2020. godine.  Osim toga, želi se iskorijeniti diskriminaciju djevojaka i mladih žena koje traže kontracepciju.
Počevši od kraja 60-ih godina 20. stoljeća pod pritiskom Švedske, Indije, Pakistana i zagovornika Malthusove teorije, UN je preko UNICEF-a počeo financirati kontrolu rađanja preko financiranja i promoviranja kontracepcije, pobačaja i sterilizacije širom svijeta. Institut za istraživanje populacije (PRI) 1999. godine objavio je priopćenje, kako u Afriku stižu brodovi puni kontracepcijskih i abortivnih sredstava umjesto hrane i lijekova, koje traže afričke države.

### Vjerska pitanja
Gledišta različitih vjera o etici kontracepcije se razlikuju. Rimokatolička Crkva u nekim slučajevima službeno prihvaća samo prirodno planiranje obitelji, premda veliki broj katolika u razvijenim zemljama prihvaća i koristi suvremene metode kontracepcije.
Katolički pogled na kontracepciju je službeno protivljenje Katoličke Crkve svim oblicima umjetnih kontracepcijskih sredstava. Stav Crkve je da, bračni spolni čin treba biti otvoren životu (prokreativan) te sjedinjujući. Dodatni je prijepor što pojedina kontracepcijska sredstva mogu dovesti do pobačaja. Kontracepcijska spirala uzrokuje pobačaj, tako što sprječava usađivanje oplođene jajne stanice u maternicu. Kontracepcijske pilule ponekad imaju jednako djelovanje. Dodatni razlog protivljenju kontracepciji je što kontracepcija nije posve pouzdana u sprječavanju širenja spolnih bolesti poput AIDS-a, sifilisa, gonoreje, genitanog herpesa itd. Pojedine uzročnike spolnih bolesti kontracepcijska sredstva ne mogu zaustaviti, jer je moguća i zaraza preko kože oko spolnih organa poput HPV virusa koji uzrokuje rak vrata maternice. Katekizam Katoličke Crkve ističe da je kontracepcija “u sebi zao čin koji ili u vidu bračnog čina ili u njegovu vršenju ili u razvoju njegovih prirodnih posljedica ima za svrhu ili je sredstvo da se onemogući rađanje novog života”. Kontracepcija “ne samo otklanja otvaranje životu, nego i krivotvori unutarnju istinu bračne ljubavi”.
Papa Pio XI. u enciklici Casti Connubii iz 1930. naglasio je, da "svaka upotreba ženidbe gdje po čovjekovom nastojanju biva bračni čin lišen svoje prirodne sposobnosi da proizvede život, krši Božji zakon i oni koji takvo što čine, kaljaju se ljagom teškoga grijeha". Papa Pavao VI. nazvao je kontracepciju simptomom sebičnosti u društvu, zbog bijega od odgovornosti. Izrazio je bojazan, da će raširenost kontracepcije dovesti do povećanog broja preljube i nevjere u braku te pada morala. Muškarci koji su naviknuti na kontracepciju u opasnosti su, da svedu ženu na objekt zadovoljenja požude i prestanu u njoj gledati partnericu, koja zaslužuje nježnost i brižnost. Papa Ivan Pavao II. mnogo je puta izrekao svoje mišljenje o kontracepciji. Na susretu teologa 12. studenog 1988. godine izjavio je: "Ne postoje osobne ili socijalne prilike koje bi opravdale čin kontracepcije". Smatrao je kontracepciju smrtnim grijehom. Papa Ivan Pavao II. osmislio je pojam "kultura života", čiji bitan dio je protivljenje kontracepciji, pobačaju i umjetnoj oplodnji. Održao je niz predavanja, koja su nazvana "Teologija tijela" u kojima je govorio i o kontracepciji. Usprotivio se umjetnim sredstvima kontracepcije. Pozdravio je prirodne metode planiranja obitelji.
Katolicizam definira seksualnu čestitost kao vrlinu, koja obuzdava seksualni apetit. Nevjenčani katolici izražavaju čednost kroz spolnu apstinenciju. Spolni odnos u braku smatra se čestitim kada zadržava dvojako značenje sjedinjenja i rađanja (ne koristi se kontracepcija). Za bračne parove, sv. Pavao je napisao, da se oni ne bi trebali uskratiti jedno drugome, osim za kratko vrijeme za predanost molitve: "Muž neka vrši dužnost prema ženi, a tako i žena prema mužu. Žena nije gospodar svoga tijela, nego muž, a tako ni muž nije gospodar svoga tijela, nego žena. Ne uskračujte se jedno drugome, osim po dogovoru, povremeno, da se posvetite molitvi pa se opet združite da vas Sotona ne bi napastovao zbog vaše neizdržljivosti. Ali to velim kao dopuštenje, ne kao zapovijed. (1 Kor 7, 3–6)"
Pravoslavna Crkva naučava čednost do braka. Tradicionalno, u braku pravoslavni se supružnici suzdržavaju od spolnih odnosa tijekom četiri posna razdoblja (korizma, došašće, ususret blagdanu sv. Petra i Pavla te prije Velike Gospe) te ususret još nekih vjerskih blagdana.
Među protestantima postoji veliko razilaženje u stavovima, od quiverfullskog (koji ne odobrava ni jedan oblik kontracepcije) do odobravanja svih metoda. Stavovi judaizma sežu od strožih u struji ortodoksnog judaizma do blažih u reformiranom judaizmu. Hinduizam dozvoljava korištenje i prirodnih i suvremenih načina zaštite od začeća. Uobičajeni stav budizma je kako je sprječavanje začeća prihvatljivo, no postupci za sprječavanje trudnoće nakon što je do začeća došlo, nisu.
Islam dozvoljava kontracepciju ako nije štetna po zdravlje, no neki obeshrabruju njezino korištenje. U Kuranu se ne nalaze jasne izjave o moralnosti kontracepcije, ali se nalaze stavovi koji podržavaju reprodukciju. Navodno je i prorok Muhamed rekao "ženite se i množite".

### Svjetski dan kontracepcije
Dvadeset i šesti rujan je Svjetski dan kontracepcije, povećen osvješćivanju o važnosti kontracepcije i poboljšanju obrazovanja o njoj i o spolnom i reproduktivnom zdravlju, s vizijom svijeta u kojem je svaka trudnoća željena. Podržava ga skupina vlada i međunarodnih nevladinih udruga, uključujući Asian Pacific Council on Contraception, Centro Latinamericano Salud y Mujer, European Society of Contraception and Reproductive Health, German Foundation for World Population, International Federation of Pediatric and Adolescent Gynecology, International Planned Parenthood Federation, Marie Stopes International, Population Services International,  Population Council, United States Agency for International Development (USAID) i Women Deliver.

### Zablude
Postoji niz čestih zabluda o spolnim odnosima i trudnoći.  Vaginalno ispiranje nakon spolnog odnosa nije učinkoviti način za zaštitu od začeća. Ono je osim toga povezano i s nizom zdravstvenih tegoba, te se ne preporučuje. Žena može zatrudnjeti i kod prvog spolnog odnosa u životu, kao i u bilo kojem položaju pri spolnom odnosu. Također je moguće, premda malo vjerojatno, zatrudnjeti za vrijeme menstruacijskog krvarenja.

## Istraživanja

### Žene
Budući da oko polovice žena koje koriste kontracepciju u vrijeme spolnog odnosa ostane u drugom stanju, postojeće postupke zaštite od začeća potrebno je poboljšati. Proučava se niz promjena postojećih kontraceptivnih metoda, uključujući kvalitetniji ženski kondom, poboljšanu inačicu SILS dijafragme, flaster koji sadrži samo progestin i vaginalni prsten koji sadrži progesteron dugog učinka. Čini se kako je spomenuti vaginalni prsten učinkovit tijekom tri do četiri mjeseca, a trenutno je dostupan u nekim dijelovima svijeta.
Proučava se i niz postupaka za izvođenje sterilizacije kroz vrat maternice. Jedan od njih se sastoji u uvođenju kvinakrina u maternicu, gdje izaziva ožiljkavanje i neplodnost. Premda je ova metoda jeftina i ne zahtijeva od liječnika kirurške vještine, postoji zabrinutost oko dugoročnih nuspojava. Proučava se i druga tvar, polidokanol, koja ima jednako djelovanje. U SAD-u je 2002. odobrena primjena umetka Essure, koji se kroz maternicu uvodi u jajovode, gdje predstavlja barijeru.

### Muškarci
Metode muške kontracepcije obuhvaćaju kondome, vazektomiju i prekinuti snošaj. Kad bi postojala muška hormonska kontracepcija, koristilo bi ju između 25 i 75 % spolno aktivnih muškaraca. Ispituje se niz hormonskih i nehormonskih metoda, a postoje i istraživanja mogućnosti razvoja kontraceptivnih cjepiva.
Reverzibilna kirurška metoda kontracepcije koja se ispituje je reverzibilna navođena inhibicija sperme (RISUG), a koja se sastoji od injiciranja polimernog gela stiren maleičnog anhidrida u dimetil sulfoksidu u sjemenovod. Plodnost se uspostavlja injekcijom bikarbonata kojom se navedana tvar ispire. Drugi način je ugradnja poliuretanskog čepa u sjemenovod. Obećavajuća je i kombinacija androgena i progestina, kao i selektivni modulatori androgenskih receptora. Preliminarno se istražuju i ultrazvuk i metode zagrijavanja testisa.

## Kontrola rađanja
Kontrola rađanja upravljanje je jednom ili više radnji, uređaja ili lijekova koji slijede određeni red da bi se namjerno spriječila ili smanjila mogućnost trudnoće ili rođenja djeteta. Postoje tri glavna načina sprječavanja ili prekida trudnoće: sprječavanje oplodnje jajne stanice spermijem (kontracepcija, sprječavanje implantacije blastocita (kontragescija), te kemijska ili kirurška indukcija pobačaja razvijajućeg embrija, odnosno kasnije fetusa. U učestaloj uporabi izraz „kontracepcija“ koristi se i za kontracepciju i kontragesciju.
Kontrola rađanja često se rabi pri planiranju obitelji.
Povijest kontrole rađanja počela je otkrićem veze između snošaja i trudnoće. Najstariji oblici kontrole rađanja uključivali su prekid snošaja, pesare, te konzumaciju bilja za koje se vjerovalo da je kontracepcijskog i aborcijskog djelovanja. Najstariji zapis o uporabi kontrole rađanja potječe iz starog Egipta, a sastoji se od niza uputa za stvaranje pesara.
Različite metode kontrole rađanja imaju različite karakteristike. Prezervativi ili kondomi, primjerice, jedina su metoda koja osigurava značajnu zaštitu od spolno prenosivih bolesti. Kulturalni i religijski pogledi na kontrolu rađanja međusobno se razlikuju.

### UN i kontrola rađanja
Počevši od kraja 60-ih godina 20. stoljeća pod pritiskom Švedske, Indije, Pakistana i zagovornika Malthusove teorije, UN je preko UNICEF-a počeo financirati kontrolu rađanja preko financiranja i promoviranja kontracepcije, pobačaja i sterilizacije širom svijeta. UNICEF i Svjetska zdravstvena organizacija su 1972. godine postigle dogovor o suradnji u promicanju kontrole rađanja i planiranja obitelji. Od 1987. godine UNICEF podržava pobačaj kao metodu planiranja obitelji. Na Filipinama, UNICEF je preveo cijepljenje 3.4 milijuna žena, što je kod većine žena dovelo do potpune ili privremene neplodnosti. Slični slučajevi zabilježeni su i u Meksiku, Nikaragvi i drugdje 
UNICEF je donio kontroverznu odluku 1997. godine, kojom je Kinu proglasio najprijateljskijom zemljom na svijetu po pitanju djece, usprkos kineskoj politici, da parovi mogu imati samo jedno dijete. Uz to zabilježeni su brojni slučajevi rada na crno kineske djece u nehumanim uvjetima, veliki broj pobačaja i čedomorstva pogotovo djevojčica, jer kineske obitelji smiju imati samo jedno dijete. U pojedinim pokrajinama Kine, vlasti su organizirale prisilne sterilizacije i pobačaje. UNICEF i UNFPA finaciraju Kinu s 5 milijuna dolara godišnje u potpori kineske politike jednog djeteta.
Institut za istraživanje populacije (PRI) 1999. godine objavio je priopćenje, kako u Afriku stižu brodovi puni kontracepcijskih i abortivnih sredstava umjesto hrane i lijekova, koje traže afričke države. 

## Životinje
Sterilizacija ili kastracija odstranjivanjem organa za razmnožavanje se često primjenjuje za sprječavanje razmnožavanja kućnih ljubimaca. Mnoga skloništa za životinje ugovorom zahtijevaju provođenje ovog postupka prilikom udomljavanja kućnog ljubimca. Kontracepcija predstavlja alternativu izlovu kao načinu nadzora nad pretjeranim razmnožavanjem divljih životinja. kontraceptivna cjepiva su se pokazala učinkovitima u nizu različitih životinjskih populacija.

## Vanjske poveznice
- Kontracepcija na Curlie
- Family planning : a global handbook for providers : evidence-based guidance developed through worldwide collaboration (PDF). Rev. and Updated ed. izdanje. WHO and Center for Communication Programs. Geneva, Switzerland. 2011. ISBN 978-0-9788563-7-3 |first= nedostaje |last= (pomoć); |edition= sadrži dodatni tekst (pomoć)
- Division of Reproductive Health, National Center for Chronic Disease Prevention and Health, Promotion. 21. lipnja 2013. U.s. Selected practice recommendations for contraceptive use, 2013: adapted from the world health organization selected practice recommendations for contraceptive use, 2nd edition. MMWR. Recommendations and reports : Morbidity and mortality weekly report. Recommendations and reports / Centers for Disease Control. svezak 62 (broj RR-05): str. 1–60. PMID 23784109
- Birth Control Comparison Chart. Cedar River Clinics
- Bulk procurement of birth conrtol - Svjetska zdravstvena organizacija